# Eilema tortrix
Eilema tortrix là một loài bướm đêm thuộc phân họ Arctiinae, họ Erebidae.